# AMC Concord
La Concord è un'autovettura compact prodotta dalla AMC dal 1977 al 1983.

## Storia

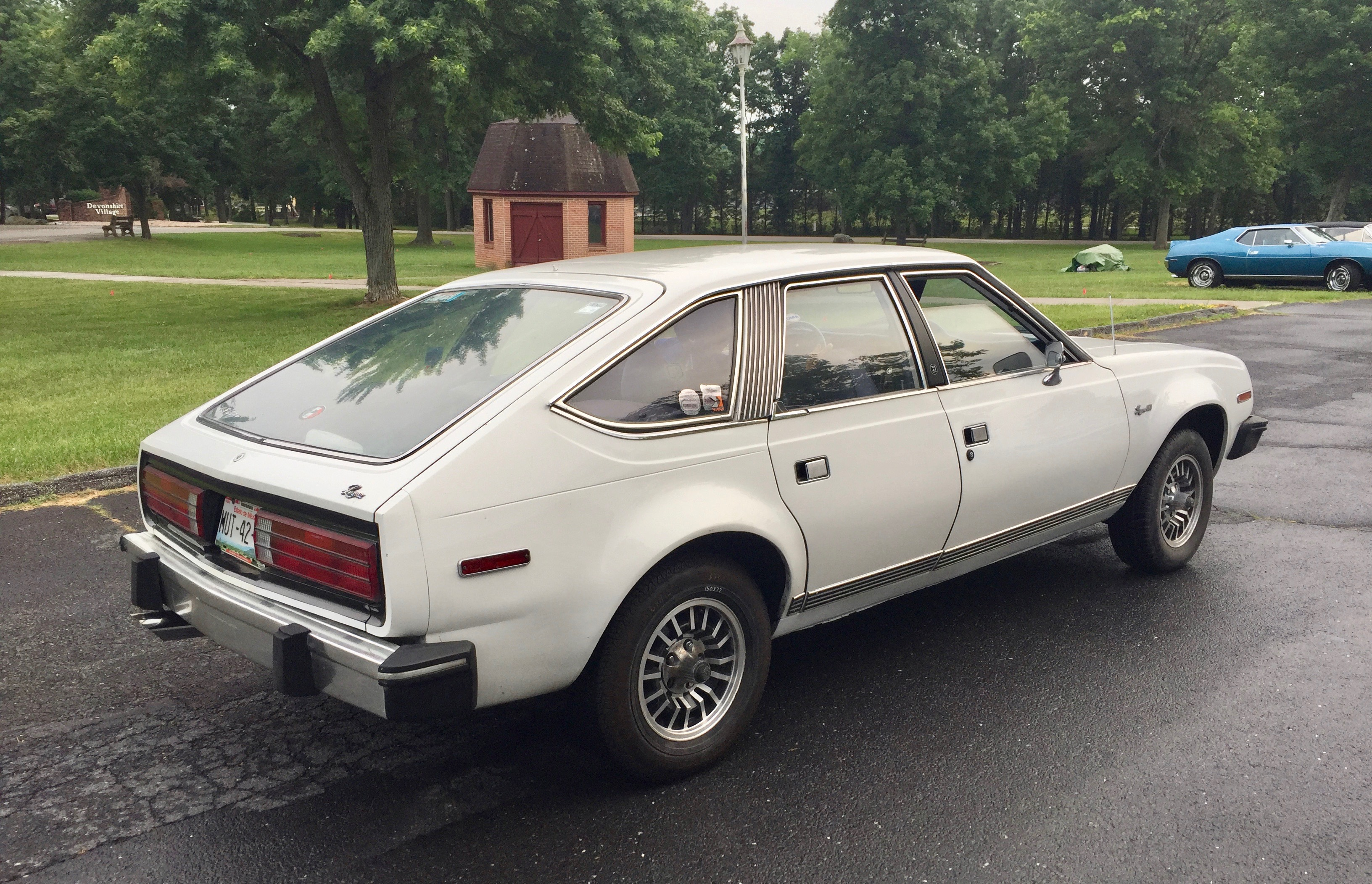
VAM Lerma hatchback 4 porte

La Concord sostituì la AMC Hornet e, in alcuni aspetti, anche la mid-size AMC Matador. Quest'ultima vettura, in particolare, uscì di produzione in un periodo in cui il mercato statunitense si stava indirizzando verso modelli più piccoli. Dopo la crisi energetica del 1973, l'industria automobilistica statunitense decise infatti di rimpicciolire i modelli per limitare i consumi di carburante. La Concord era offerta in versione berlina quattro porte, hatchback due o quattro porte (quella a quattro era venduta solo in Messico), coupé due porte, cabriolet due porte e familiare quattro porte: nonostante le piccole dimensioni, la Concord fu comunque dotata di alcuni accenti ricercati.
La vettura è stata assemblata a Kenosha (Wisconsin), a Brampton (Canada) e a Città del Messico. Nello specifico, in Messico, la Concord fu prodotta dalla Vehículos Automotores Mexicanos e venne commercializzata come VAM American e VAM Lerma. L'offerta dei motori comprendeva dei quattro cilindri in linea aventi una cilindrata da 2 L e 2,5 L, dei sei cilindri in linea da 3,8 L, 4,2 L e 4,6 L (quest'ultimo era però offerto solo in Messico) e un V8 da 5 L. Il motore era montato anteriormente, mentre la trazione era posteriore. L'offerta dei cambi comprendeva una trasmissione automatica a tre rapporti oppure un cambio manuale a tre, quattro o cinque marce.

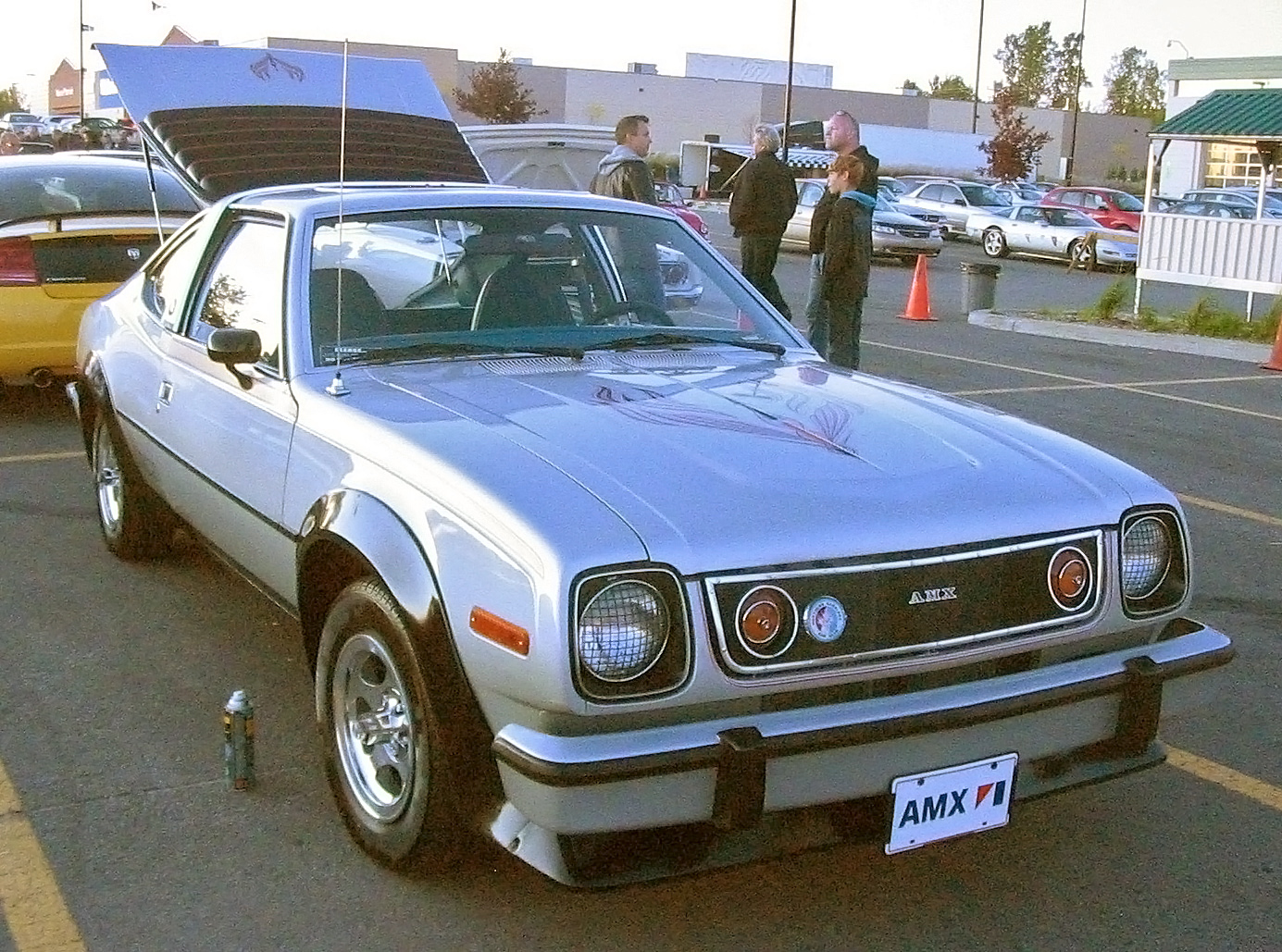
AMC Concord AMX

La Concord era anche disponibile in versione sportiva hatchback due porte. Questa versione, che era chiamata AMX, venne offerta solo nel 1978 ed era caratterizzata dall'assenza delle diciture "Concord". Inoltre, era disponibile la Concord Sundancer, ovvero una versione cabriolet realizzata dal 1981 al 1982 da carrozzieri privati con il permesso della AMC, che era venduta dai concessionari del gruppo automobilistico.
Nel 1979 venne sottoposta a un restyling in cui la modifica più appariscente fu la nuova fanaleria anteriore con quattro nuovi fari quadrati.